# Черепково (озеро)
Черепково (каз. Черепково) — озеро в Кызылжарском районе Северо-Казахстанской области Казахстана. Находится в 16 км к северо-востоку от города Петропавловска и в 6,5 км к северо-востоку от села Пеньково.
По данным топографической съёмки 1940-х годов, площадь поверхности озера составляет 2 км². Наибольшая длина озера — 2 км, наибольшая ширина — 1,3 км. Длина береговой линии составляет 5,4 км, развитие береговой линии — 1,07. Озеро расположено на высоте 128 м над уровнем моря.
Озеро входит в перечень рыбохозяйственных водоёмов местного значения.